# Okręg wyborczy nr 70 do Sejmu Polskiej Rzeczypospolitej Ludowej (1989–1991)
Okręg wyborczy nr 70 do Sejmu Polskiej Rzeczypospolitej Ludowej (1989–1991) obejmował Brzeg oraz gminy Domaszowice, Grodków, Kamiennik, Lewin Brzeski, Lubsza, Namysłów, Olszanka, Otmuchów, Paczków, Pakosławice, Popielów, Skoroszyce, Świerczów i Wilków (województwo opolskie). W ówczesnym kształcie został utworzony w 1989. Wybieranych było w nim 2 posłów w systemie większościowym.
Siedzibą okręgowej komisji wyborczej był Brzeg.

## Wybory parlamentarne 1989

### Mandat nr 269 –Polska Zjednoczona Partia Robotnicza
| Kandydat | I tura | I tura | II tura | II tura |
| Kandydat | Głosów | %      | Głosów  | %       |
| --- | ------ | ------ | ------- | ------- |
| Paweł Kozerski                                                                                                | 13 486 | 19,65  | 13 099  | 43,38   |
| Józef Pilarczyk                                                                                               | 10 579 | 15,42  | 14 405  | 47,71   |
| Ryszard Konarski                                                                                              | 6868   | 10,01  | —       | —       |
| Zdzisław Promny                                                                                               | 4934   | 7,19   | —       | —       |
| Henryk Rychter                                                                                                | 4292   | 6,26   | —       | —       |
| Liczba głosów ważnych: 68 617 (I tura) • 30 194 (II tura) Źródło: Państwowa Komisja Wyborcza I tura i II tura |        |        |         |         |

### Mandat nr 270 – bezpartyjny
| Kandydat                                                         | Głosów | %     |
| ---------------------------------------------------------------- | ------ | ----- |
| Wojciech Solarewicz                                              | 63 760 | 80,73 |
| Artur Mudrecki                                                   | 7161   | 9,07  |
| Jan Pośpiech                                                     | 4944   | 6,26  |
| Liczba głosów ważnych: 78 977 Źródło: Państwowa Komisja Wyborcza |        |       |